# Polypodium knightiae
Polypodium knightiae là một loài dương xỉ trong họ Polypodiaceae. Loài này được ht.Sander mô tả khoa học đầu tiên năm 1903.
Danh pháp khoa học của loài này chưa được làm sáng tỏ. 